# Christoph Schalk
Christoph Schalk (* 1968) ist ein deutscher Psychologe, Coach, Referent und Autor.

## Leben
Christoph Schalk studierte Psychologie in Würzburg (Schwerpunkt: Arbeits-, Betriebs- und Organisationspsychologie) und schloss sein Studium 1994 ab. Er hat eine therapeutische Zulassung (als Heilpraktiker, beschränkt auf das Gebiet der Psychotherapie). Er bildete sich weiter zum Certified Coach & Trainer bei 'Coach Net International', Los Angeles. Seitdem arbeitet er als selbstständiger Coach, Trainer und Berater und ist Senior Coach des BDP. Außerdem ist er zertifiziert als Master Coach und Lehrcoach EASC und Master Certified Coach ICF. Er leitete bis 2022 das Coaching-Netzwerk der NCD International. Von 1994 bis 1996 war er für die wissenschaftliche Begleitung des Forschungsprojekts zuständig, das die Grundlage für die weltweite Arbeit von NCD International legte.
Heute ist seine Arbeit als Gründer und Ausbildungsleiter der Würzburger Akademie für Empowerment-Coaching  darauf konzentriert, Coaches in rund 60 Ländern auszubilden und selbst Führungskräfte zu coachen. Von 2004 bis 2022 leitete er auch die Arbeit von OQM International, einer Unternehmensberatung für kirchliche Not-for-Profit-Organisationen.
Christoph Schalk ist verheiratet mit Annette Schalk, hat drei Kinder und lebt in Würzburg.

## Schriften
- Selbstcoaching. Down To Earth-Verlag, Berlin 2011, ISBN 978-3-862-705-66-5.
- Mitarbeiter coachen. Down To Earth-Verlag, Berlin 2010, ISBN 978-3-935-992-81-7.
- Weisheit entwickeln. Krisen meistern und belastbar werden. Down To Earth-Verlag, Berlin 2010, ISBN 978-3-935-992-92-3.
- Arbeitsorganisation. Down To Earth-Verlag, Berlin 2011, ISBN 978-3-862-705-58-0.
- Leichter leben lernen. Die sechs Geheimnisse eines erfolgreichen Lebens nach Gottes Plan. C & P Verlagsgesellschaft, Emmelsbüll 2003, ISBN 978-3-86770-051-1.
- Das 1 × 1 der organischen Qualitätsmanagements. Coach Net-Verlag, Würzburg 2003, ISBN 3-935-306-06-7.
- The Silent Transformation Churchsmart Resources, St. Charles, 2. 2006, ISBN 978-1-88963-857-7.
- (mit Christian A. Schwarz): Die Praxis der natürlichen Gemeindeentwicklung. C & P Verlagsgesellschaft, Emmelsbüll 1997, ISBN 3-928093-62-2.